# 克里特伊-拉马格德莱娜
克里特伊-拉马格德莱娜（法語：Criteuil-la-Magdeleine，法語發音：[kʁitœj la maɡdəlɛn]）是法国夏朗德省的一个市镇，属于干邑区。

## 地理
克里特伊-拉马格德莱娜（45°32'13"N, 0°12'58"W）面积15.19 平方千米，位于法国新阿基坦大区夏朗德省，该省份为法国西部内陆省份，北起德塞夫勒省和维埃纳省，东临上维埃纳省，东南至多尔多涅省，南至多爾多涅省，西接滨海夏朗德省。
与克里特伊-拉马格德莱娜接壤的市镇（或旧市镇、城区）包括：巴伯济约-圣伊莱尔、拉谢斯、内河畔拉加尔德、内河畔圣帕莱、韦里耶尔、利涅尔-昂布勒维尔、贝勒维涅。

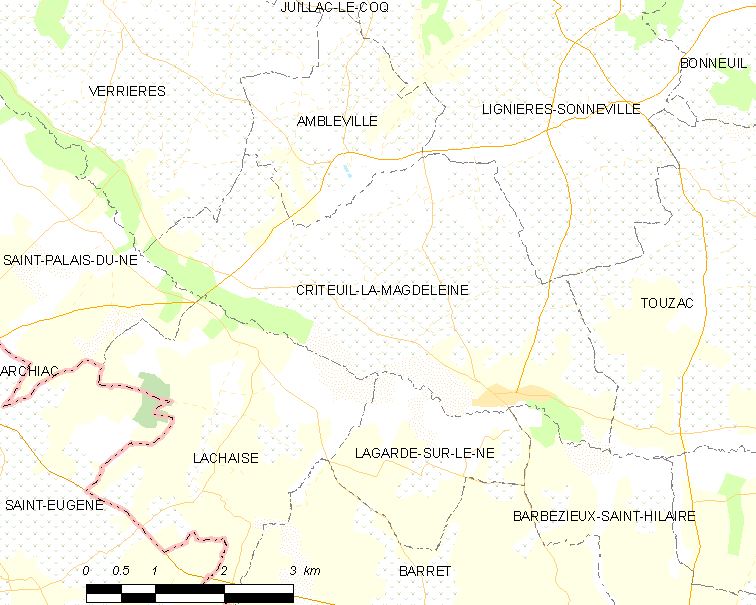
克里特伊-拉马格德莱娜的OSM定位图

克里特伊-拉马格德莱娜的时区为UTC+01:00、UTC+02:00（夏令时）。

## 行政
克里特伊-拉马格德莱娜的邮政编码为16300，INSEE市镇编码为16116。

## 政治
克里特伊-拉马格德莱娜所属的省级选区为夏朗德-香槟县。

## 人口

1962-2008年间克里特伊-拉马格德莱娜人口变化图示

克里特伊-拉马格德莱娜于2022年1月1日时的人口数量为403人。